# Wild Horses
I Wild Horses furono un gruppo heavy metal fondato nel 1991 a New York.

## Storia
I Wild Horses vennero fondati nel 1991 da un'idea dell'ex batterista dei Kingdom Come e Montrose James Kottak che contattò il suo ex compagno nei Kingdom Come Rick Steier assieme all'ex-cantante  dei Shout John Levesque. L'intenzione di Kottak era in origine quella di chiamare in causa il suo ex collega nei Buster Brown (ed ex King Kobra e Montrose) Johnny Edwards, ma il singer venne arruolato dai Foreigner a sostituzione di Lou Gramm, e quindi venne chiamato in causa Levesque. Steier venne invece assoldato dopo un periodo con Tony Bowles ed il bassista Kevin Downs. Quest'ultimo venne poi sostituito da Chris Lester.
Ironicamente i Wild Horses acquisirono il loro nome dopo aver partecipato al "Name the band contest" sul Metal Edge magazine. La lettrice Stephanie Stone suggerì il nome del gruppo. Fino a che Jimmy Bain ridendo disse a Kottak della sua vecchia band britannica, dal nome omonimo. Tuttavia Kottak era ignaro dell'esistenza del gruppo, ed il progetto venne comunque avviato sotto questo nome.
Il debutto intitolato Bareback, venne prodotto da Keith Olsen per la Atlantic Records, e parteciparono come ospiti il bassista dei Dokken Jeff Pilson ed il tastierista dei Dare e Thin Lizzy Darren Wharton. Le sonorità dell'album, e soprattutto la voce di Levesque, era molto simile a quella di David Coverdale dei Whitesnake. Un'ispirata cover funky di Stevie Wonder "Tell Me Something Good" chiuse l'album.
Steier e Kottak lavoreranno ancora insieme nei Warrant prima che Kottak abbandoni il gruppo per fondare i KrunK con sua moglie (la batterista Athena Kottak, sorella del batterista dei Mötley Crüe Tommy Lee). Più tardi Kottak entrerà nei leggendari Scorpions.
John Levesque lavorò per un breve periodo in un progetto ideato dalla Atlantic con l'ex chitarrista dei White Lion Vito Bratta, ma infine il progetto non vide la luce. Levesque sarà anche cantante della pop metal band di Los Angeles Eyes per un periodo, prima di venire rimpiazzato dall'ex siger degli Hurricane Kelly Hansen.
I Wild Horses, composti da John Levesque, Rick Steier, Jeff Pilson e James Kottak, annunceranno la riunione e la pubblicazione di un nuovo album per l'etichetta britannica Z Records durante il 2002. L'anno successivo daranno alle stampe il secondo disco Dead Ahead. Nel 2004 Levesque raggiunse i Montrose, e l'anno successivo entrò nei Legs Diamond.

## Formazione

### Ultima
- John Levesque - voce, chitarra
- Rick Steier - chitarra
- Jeff Pilson - basso
- James Kottak - batteria

### Ex componenti
- Tony Bowles - chitarra
- Kevin Downs - basso
- Chris Lester - basso

## Discografia
- 1991 - Bareback
- 2003 - Dead Ahead